# Jerzy Chronowski
Jerzy Chronowski (ur. 17 maja 1936 w Bukowsku, zm. 29 kwietnia 2003) – polski architekt, działający głównie w Krakowie, doktor nauk technicznych.

## Życiorys
Urodził się 17 maja 1936 w Bukowsku, w województwie podkarpackim. W 1958 roku ukończył studia trzeciego stopnia na Wydziale Architektury Politechniki Krakowskiej. W 1959 roku stał się członkiem Agencji Rozwoju Przemysłu. Wraz ze swoją żoną, Marią, mają syna, Rafała.
Został pochowany na Cmentarzu Rakowickim w Krakowie.

## Ważniejsze projekty
- Wnętrze Hotelu „Cracovia”, Kraków
- Budynki biurowe „Żyletkowce”, Kraków
- Kino „Kijów”, Kraków
- Osiedle Podwawelskie, Kraków
- Założenie urbanistyczne Mistrzejowice, Kraków

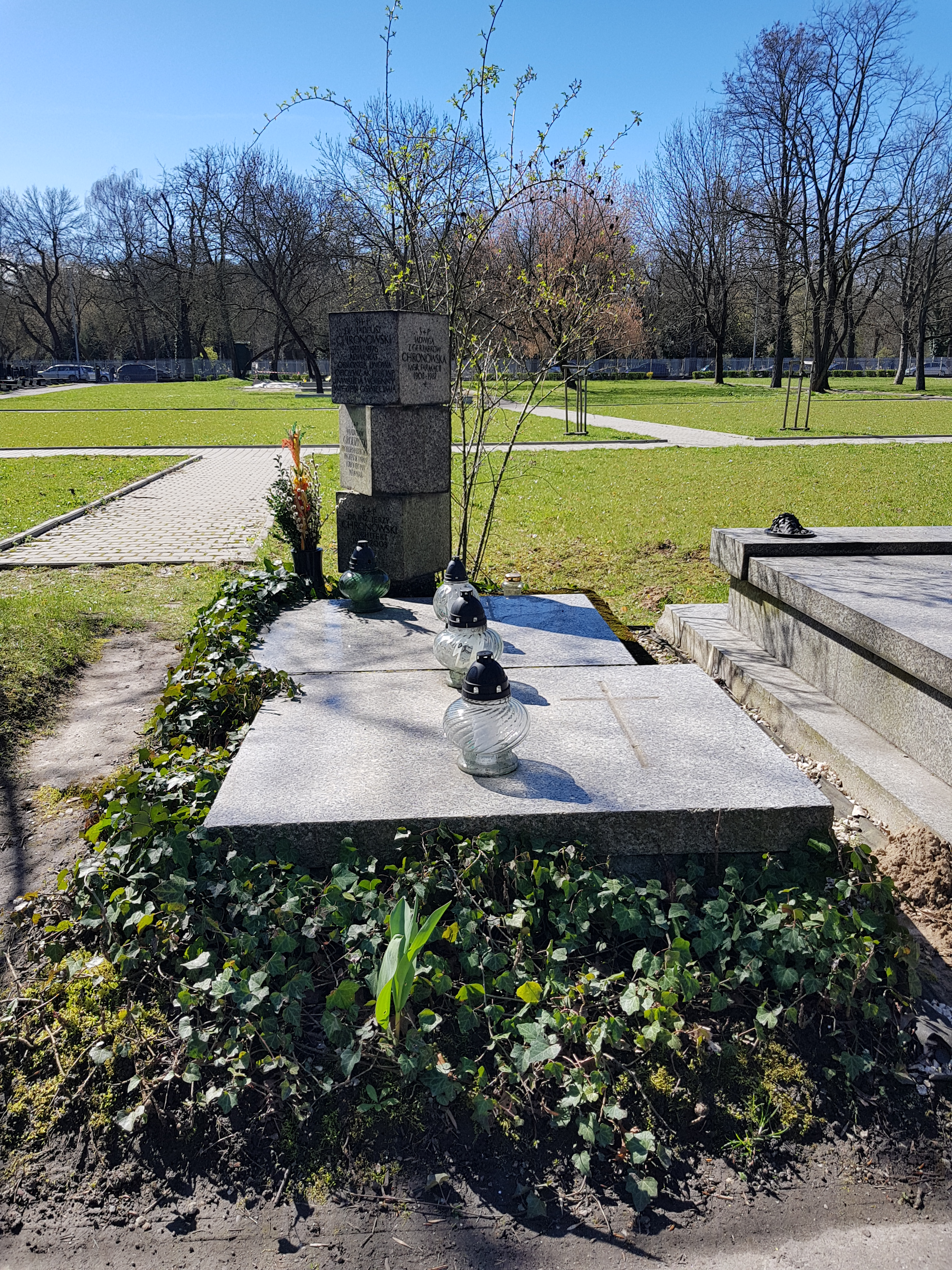
Grób Jerzego Chronowskiego na Cmentarzu Rakowickim w Krakowie

Opracowano na podstawie źródła:.

## Odznaczenia
- Odznaka 1000–lecia Państwa Polskiego (1964)
- Srebrna Odznaka SARP (1973)
- Odznaka „Zasłużony Pracownik Gospodarki Terenowej i Ochrony Środowiska” (1974)

Opracowano na podstawie źródła:.